# Os Verdes (Espanha)
Os Verdes (em castelhano Los Verdes) é um partido político ecologista espanhol. Foi fundado em 1984, como iniciativa do Manifesto de Tenerife de 1983. Tem numerosos conselheiros em diversas províncias. Deputados nos parlamentos de Baleares e anteriormente nos da Andaluzia, Catalunha e País Basco. O partido fez parte do Partido Verde Europeu até maio de 2012, quando foi retirado da coligação

## História
Foi fundado em Málaga em junho de 1984. No congresso de Granada em 1995 se transforma em confederação.
Na atualidade existem distintas organizações Verdes independentes entre si. Por isso pode-se distinguir quatro grupos diferentes e de desigual importância:
- Los Verdes, confederação que engloba a maioria dos partidos ecologistas e que tem presença em praticamente toda a Espanha. Na atualidade conta com dois deputados nas Cortes Espanholas Curro Garrido e Joan Oms, que concorreram nas listas conjuntas com o PSOE pelas circunscrições de Sevilha e Barcelona em virtude de um acordo eleitoral com esse partido e um Eurodeputado, o valenciano David Hammerstein, que igualmente concorreu na lista conjunta com o Partido Socialista, ainda está integrado no grupo parlamentar verde do Parlamento Europeu, também contam com numerosos conselheiros por toda a Espanha.
- Iniciativa per Catalunya Verds
- Verdes, integrados em Esquerda Unida e Iniciativa per Catalunya Verds ainda sem deputado próprio.
- Los Verdes-Grupo Verde, fundado em 1994, sem representação parlamentar.

1. ↑  «Partidos ecologistas». www.historiaelectoral.com. Consultado em 2 de agosto de 2025
2. ↑  «"Confederación de Los Verdes" no longer part of the European Green family | European Greens». europeangreens.eu (em inglês). Consultado em 2 de agosto de 2025. Cópia arquivada em 16 de maio de 2012